# Fimbrios
Fimbrios — рід змій родини ксенодермових (Xenodermidae). Представники цього роду мешкають в Південно-Східній Азії.

## Види
Рід Fimbrios нараховує 2 види:
- Fimbrios klossi M.A. Smith, 1921
- Fimbrios smithi Ziegler, David, Miralles, Van Kien & Nguyen, 2008